# داريل ورلي (لاعب كرة قدم أمريكية)
داريل ورلي (بالإنجليزية: Daryl Worley)‏ هو لاعب كرة قدم أمريكية أمريكي، ولد في 22 فبراير 1995 في فيلادلفيا في الولايات المتحدة.

## وصلات خارجية
- داريل ورلي على موقع مرجع كرة القدم المحترفة.كوم (الإنجليزية)